# Video event data recorder

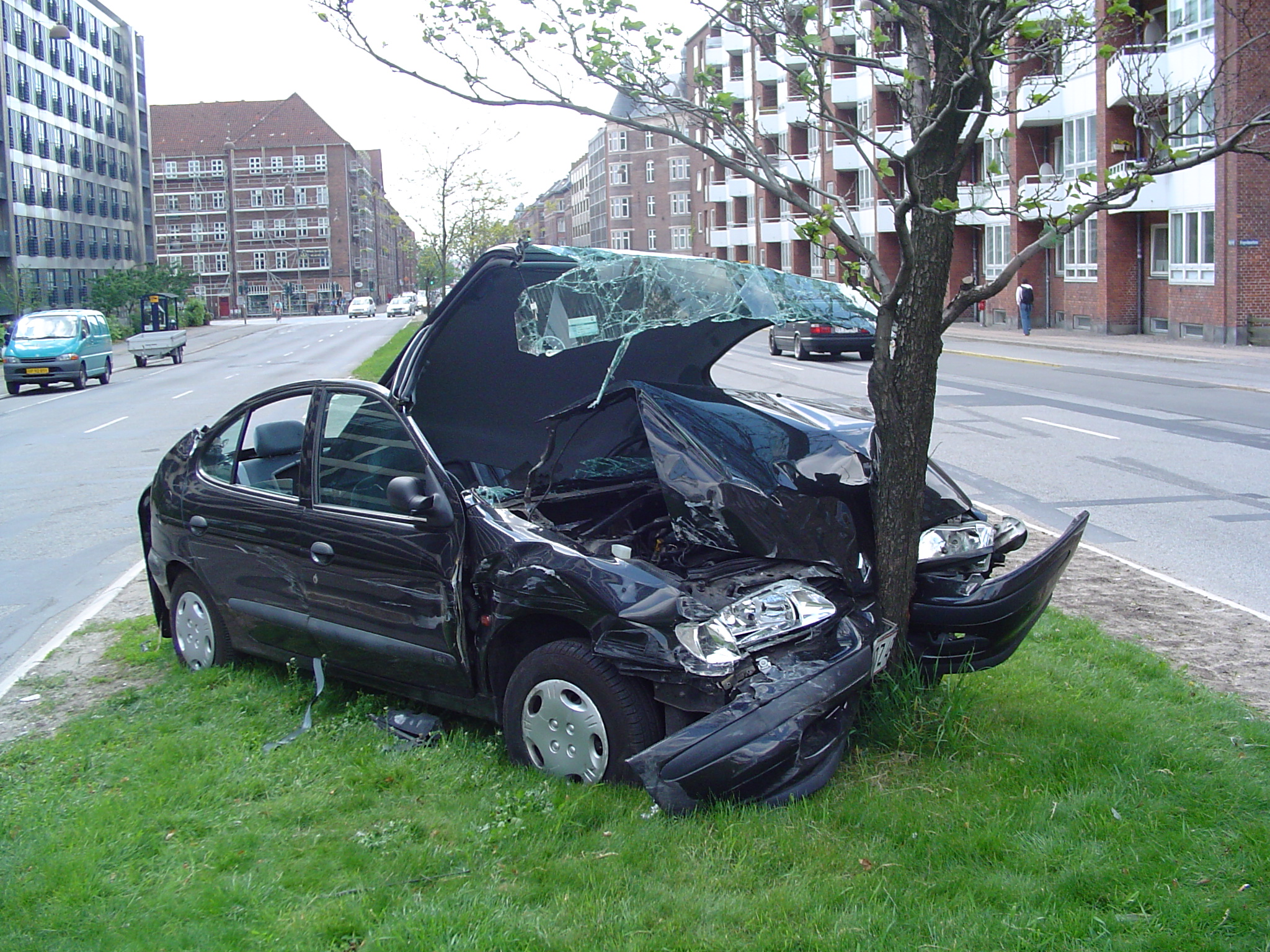
Incidente stradale a Copenaghen: la corretta dinamica può essere ricostruita attraverso le immagini registrate

Un video event data recorder, noto anche con la sigla VEDR, è un sistema di registrazione immagini generalmente utilizzato a bordo di veicoli per la ricostruzione degli eventi immediatamente precedenti ai sinistri stradali e diffuso con diversi nomi commerciali.
La peculiarità di tali dispositivi, appartenenti alla categoria dei registratori di dati di evento, consiste nel totale automatismo che comporta la cancellazione delle immagini dopo pochi minuti dalla loro acquisizione a meno che non sia captato un segnale, proveniente per esempio da un sensore di crash: tale caratteristica permette di disciplinare diversamente relativo il trattamento delle immagini.

## Funzioni del sistema
A differenza dei sistemi di videosorveglianza di bordo, che registrano in maniera continuiativa le immagini acquisite o sono usati per il controllo diretto da parte del conducente di aree non visibili del veicolo (spazi di retromarcia, area porte degli autobus), un sistema VEDR memorizza i dati ottenuti dalle periferiche di input per un ristretto numero di fotogrammi, parametrizzabile dal produttore e generalmente corrispondente ad alcune decine di secondi, utilizzando un buffer circolare nel quale le immagini sono continuamente cancellate, a meno che non intervenga un segnale proveniente dalla pressione di un tasto di emergenza, da un comando impartito a distanza o da un sensore d'urto: in tal caso la cancellazione viene inibita e le immagini possono essere conservate per il tempo necessario allo svolgimento di indagini a fini assicurativi o penali e la cui durata varia da Paese a paese a seconda della legislazione vigente.
In considerazione di tali scopi, un VEDR integra generalmente un sistema di geolocalizzazione.

## Caratteristiche
I principali sistemi VEDR presenti in commercio comprendono una o più ottiche per la ripresa della dinamica di guida ed eventualmente del comportamento dei passeggeri presenti a bordo dei veicoli in servizio pubblico; in quest'ultimo caso è generalmente esclusa la riproduzione di immagini relative al comportamento dell'autista a meno che le stesse non siano specificamente autorizzate dalla legislazione sul lavoro del Paese in cui il veicolo presta servizio.
Il buffer circolare è completato da un'unità di memoria di massa per la memorizzazione dei dati salvati in caso di sinistro (o altra necessità dettata dall'autorità giudiziaria) e da un ricevitore GPS.
Oltre all'accelerometro triassiale (sensore d'urto) per la rilevazione dei sinistri può essere presente un microfono per la rilevazione dei dati audio e un'interfaccia per l'output dati (ad esempio Wi-Fi, Bluetooth, USB).

## Principali applicazioni
I sistemi VEDR sono generalmente utilizzati per la ricostruzione dei sinistri a fini assicurativi per la corretta attribuzione delle responsabilità dei sinistri a fini assicurativi. A tale proposito una serie di studi condotti in Italia dall'Associazione nazionale fra le imprese assicuratrici (ANIA) ha un miglioramento dello stile di guida e un calo degli incidenti correlato con l'uso delle tecnologie VEDR.
Un'altra applicazione di evidente interesse pubblico consiste nella maggiore facilità di accertamento delle responsabilità penali in caso di incidenti mortali.
Una discreta diffusione di questo tipo di soluzioni si è avuta nel caso di veicoli in servizio di trasporto pubblico:
- nel caso dei taxi, per i quali i quadri giuridici rendono più agevole la ripresa del comportamento dei conducenti[6], l'utilizzo dei VEDR ha consentito di analizzare anche alcune patologie invalidanti quali l'epilessia[7];
- nel caso di autobus le tecnologie VEDR sono state associate anche al collegamento di emergenza con le forze dell'ordine mediante l'utilizzo del canale telefonico di emergenza europeo 112[8] e vengono generalmente previsti anche nel caso di acquisti finanziati dalle pubbliche amministrazioni[9].

## Aspetti normativi
Un sistema VEDR, per l'intrinseca differenza che intercorre con i sistemi di videosorveglianza, è generalmente soggetto ad una diversa legislazione in merito al trattamento dei dati acquisiti. In Italia, ad esempio, un parere del garante della privacy stabilisce che i dati eventualmente acquisiti da un sistema di questo tipo possono essere conservati fino a due anni, tempo che per la videosorveglianza è previsto al massimo in 24 ore. Inoltre i dati acquisiti possono essere visionati dal responsabile designato per il trattamento dei dati personali o dal proprietario del dispositivo, funzione che nel caso della videosorveglianza attiene solo alle autorità.
A fronte delle certificazioni ottenute la tecnologia VEDR viene accettata come prova in sede processuale per la ricostruzione degli eventi.

### Sperimentazioni in Italia
I dispositivi VEDR sono stati usati dalla fondazione ANIA in collaborazione con la federazione che riunisce le principali imprese di trasporto pubblico locale (ASSTRA) e il Ministero dei trasporti nell'ambito di tre sperimentazioni nazionali volte a valutare i benefici dell'uso di questa tecnologia. Oltre al trasporto pubblico locale, in cui si è rilevata una diminuzione della denuncia dei sinistri del 22%, tale attività è stata condotta sul trasporto pesante su 2000 veicoli commerciali e nel settore dei taxi.